# اللغة الأرمنية
اللُّغَةُ الأَرْمِنِيَّةُ (بالأرمنية: հայերեն [هَيَرَان]) لغة هندية أوربية مستعملة في أرمينية وفي المناطق المجاورة لها وفي بلاد المهجر حيث استقرت جاليات من الشعب الأرمني. من بين اللغات الهندية أوربية تعتبر الأرمنية واحدة من بين اللغات القليلة التي تمكنت من المحافظة على شكلها البدائي، وهي قريبة من اللغتين اليونانية والفارسية.

## لمحة تاريخية
منذ القرن السادس قبل الميلاد كانت الأرمنية منتشرة في مناطق آرارات الجبلية قرب بحيرة وان ومنابع نهري دجلة والفرات. وكانت الأرمنية تكتب بالحروف اليونانية والسريانية، حيث أن هاتان الأبجديتان كانتا تستخدمان في الكتب الدينية المسيحية الطقسية وغيرها في بلاد الأرمن وكذلك في الشؤون الإدارية. وخلال فترة الاحتلال الفارسي لأرمينية منع بشكل صارم استخدام اللغة أو الحروف اليونانية في أراضي الإمبراطورية، لتفادي أي تأثير أو اختراق بيزنطي. وهكذا لم تجد نعمة في عين الفرس إلا الثقافة السريانية، ولكن استخدام أبجدية أجنبية في نواحي الحياة اليومية كان مسببا أيضا لمشاكل شتى مما خلق ضرورة ملحة لابتكار حروف أرمنية خاصة. فلم تتحول الأرمنية إلى لغة مكتوبة إلا في القرن الخامس الميلادي حيث ترجم إليها الكتاب المقدس على يد الراهب مسروب مشطوج الذي قام باختراع أبجدية أرمنية من 36 حرفاً، تسمى اليوم بالأرمنية الكلاسيكية حفظت منها حتى اليوم بشكل رئيسي ترجمات للعهد الجديد ومؤلفات أدبية مسيحية تعود للقرون الميلادية الأولى. بمحاذاة اللغة الكلاسيكية نمت وتطورت لغة أو لهجة شعبية ابتداءً من القرن العاشر حتى نهاية القرن التاسع عشر حيث استخدمها في أعماله الكاتب الأرمني خجاتور أبوفيان.

## حاضر اللغة
يستعمل اللغة المعاصرة اليوم قرابة الخمسة ملايين شخص في لهجتين أساسيتين:
- في شمال غرب إيران وأرمينية تستعمل «الأرمنية الشرقية» وهي وفيّةٌ للنسخة الكلاسيكية نوعاً ما، مع تبسيطها لنمط الكتابة.
- في منطقة الشرق الأوسط وفي المهجر تستعمل «الأرمنية الغربية» التي مع حفاظها على جذورها امتزج فيها الطابعان الكلاسيكي والشعبي.

وبشكل عام يتفق الخبراء على أن الأرمنية الحديثة لا تزال محافظةٌ بشكل نادر الوجود على أرمنية القرن الخامس الميلادي.
خلال الحقبة السوفييتية كان تعليم اللغة الروسية إجبارياً في أرمينية، فكانت الدروس تعطى باللغتين الروسية والأرمنية. ولكن بعد انهيار الاتحاد السوفييتي ونيل أرمينية لاستقلالها عام 1991، وبعد 110 سنة من الهيمنة الروسية وجد فقط 47.1 % من الأرمن من المتمكنين من لغتهم الأم.

## علم الصرف
تتوافق اللغة الأرمينية مع اللغات الهندية-الأوروبية الأخرى في تركيبها، لكنها تشترك في ميزات صوتية وقواعد لغة خاصة مع اللغات المجاورة في منطقة القوقاز. تهجئة اللغة الأرمينية غنية جدا بخاصية التقاء الساكنين، لكن في النطق يتم الفصل بين الساكنين بصائت مركزي متوسط. كل من اللغة الأرمينية الكلاسيكية والمعاصرة (المكتوبة والمتحدث بها) لهما نظام أسرة صرفية، مع ستة أو سبعة حالات نحوية، لكن بدون جنس للأسماء. تستخدم اللغة الأرمينية المعاصرة الأفعال المساعدة للتعبير عن زمن الفعل (وهو مماثل في الانجليزية لاستخدام الفعل المساعد "will" للتعبير عن زمن المضارع "will go" بمعنى سوف يذهب)، وهذا عوضا عن نظام تصريف الأفعال الذي كان موجودا في اللغة الأرمينية الكلاسيكية. تصرف الأفعال المنفية بشكل مخالف عن الأفعال غير المنفية في العديد من الأزمنة (مثلا تصريف الفعل يذهب يختلف عن تصريف الفعل المنفي لا يذهب)، وفي أزمنة أخرى تتم إضافة حرف النفي չ للفعل غير المنفي. من ناحية قواعد اللغة، تشترك اللغة الأرمينية القديمة في العديد من الخصائص مع اللغات الإغريقية واللاتينية، لكن اللغة الأرمينية الحديثة شهدت العديد من التغييرات التحليلية بشكل مشابه للغة اليونانية الحديثة.

### الأسماء
الأسماء في اللغة الأرمينية ليس لها جنس نحوي، بما في ذلك الضمائر، لكن توجد لاحقة تأنيث (ուհի وتنطق أوهي) وليس لهذه الأخيرة تأثير نحوي. مثلا، الاسم  ուսուցիչ (المعلم) يصبح ուսուցչուհի (المعلمة، مع إضافة لاحقة التأنيث).تاريخيا، كان هناك سبعة أسرة صرفية: الاسمية (ուղղական)، المفعولية (հայցական)، المكانية (ուղղական)، الإضافة (սեռական)، المفعولية غير المباشرة (սեռական)، الاجتثاث (բացառական)، والأداتية (գործիական). في اللغة الأرمينية الحديثة، تم دمج الحالتين الاسمية والمفعولية في حالة واحدة، وكذلك حالتي المفعولية غير المباشرة والإضافة.

#### أمثلة عن تصريف الأسماء في اللغة الأرمينية الشرقية
| الحالة               | المفرد                                | الجمع                                         |
| -------------------- | ------------------------------------- | --------------------------------------------- |
| الاسمية              | հեռախոս(ը/ն)* heṙaxos(ë/n)* هيراكوسـن | հեռախոսներ(ը/ն)* heṙaxosner(ë/n)* هيراكوسنارن |
| المفعولية غير مباشرة | հեռախոսի(ն) heṙaxosi(n) هيراكوسـين    | հեռախոսների(ն) heṙaxosneri(n) هيراكوسنارين    |
| الاجتثاث             | հեռախոսից heṙaxosicʻ هيراكوسـيك       | հեռախոսներից heṙaxosnericʻ هيراكوسناريك       |
| الأداتية             | հեռախոսով heṙaxosov هيراكوسـوف        | հեռախոսներով heṙaxosnerov هيراكوسناروف        |
| المكانية             | հեռախոսում heṙaxosum هيراكوسـوم       | հեռախոսներում heṙaxosnerum هيراكوسناروم       |

| الحالة                 | المفرد                      | الجمع                             |
| ---------------------- | --------------------------- | --------------------------------- |
| الاسمية                | մայր(ը/ն)* mayr(ë/n)* مايرن | մայրեր(ը/ն)* mayrer(ë/n)* مايرارن |
| المفعولية غير المباشرة | մոր(ը/ն)* mor(ë/n)* مـورن   | մայրերի(ն) mayreri(n) مايرارين    |
| الاجتثاث               | մորից moricʻ مـوريك         | մայրերից mayrericʻ مايراريك       |
| الأداتية               | մորով morov مـوروف          | մայրերով mayrerov مايراروف        |

الأسرة الصرفية التي يصرف فيها المفعول به تختلف على حسب ما إذا كان هذا الأخير حيويا (بمعني يعبر عن كائن حي) أم لا. إذا كان المفعول به من الاسماء الحيوية ، فيصرف في الحالة الاسمية، في حين إذا كان من الاسماء غير الحيوية، فيصرف في حالة المفعولية غير المباشرة. الأسماء الحيوية لا يمكن أن تصرف في الحالة المكانية. 

#### مثال عن تصريف الأسماء في اللغة الأرمينية الغربية
| الحالة                         | դաշտ tašd (حقل) تاش  | դաշտ tašd (حقل) تاش        | կով gov (بقرة) غوف | կով gov (بقرة) غوف      |
| الحالة                         | المفرد               | الجمع                      | المفرد             | الجمع                   |
| ------------------------------ | -------------------- | -------------------------- | ------------------ | ----------------------- |
| الاسمية-المفعولية              | դաշտ tašd تاشد       | դաշտեր tašder تاشدار       | կով gov غوف        | կովեր gover غوفار       |
| الإضافة-المفعولية غير المباشرة | դաշտի tašdi تاشدي    | դաշտերու tašderu تاشدارو   | կովու govu غوفـو   | կովերու goveru غوفارو   |
| الاجتثاث                       | դաշտէ tašdē تاشدا    | դաշտերէ tašderē تاشدارا    | կովէ govē غوفـا    | կովերէ goverē غوفارا    |
| الأداتية                       | դաշտով tašdov تاشدوف | դաշտերով tašderov تاشداروف | կովով govov غوروف  | կովերով goverov غوفاروف |

### الأفعال
للأفعال في اللغة الأرمينية نظام تصريف واسع. هناك نوعين من الأفعال في اللغة الأرمينية الشرقية، وثلاثة أنواع في اللغة الأرمينية الغربية. تصرف الأفعال على حسب زمن الفعل، حالة الفعل، والجانب النحوي للفعل.

#### صيغة المصدر
تشكل صيغة المصدر للأفعال الأرمينية بجذر الفعل، حرف علة، والسابقة -լ. تعبر نهاية جذر الفعل عن عدد التصريفات الممكنة لهذا الفعل. اللغة الأرمينية الغربية محافظة أكثر فيما يخص صيغة المصدر، حيث أن هناك ثلاثة أصناف من الأفعال حسب نهاية الفعل (a, e, أو i)، في حين تخلت اللغة الأرمينية الشرقية عن الصنفين الأول والثاني. 
| الصنف                                     | الأرمينية الغربية    | الأرمينية الشرقية    | الفعل |
| ----------------------------------------- | -------------------- | -------------------- | ----- |
| I (الأفعال التي جذرها ينتهي بحرف e)       | սիրել sirel سيرال    | սիրել sirel سيرال    | يحب   |
| II (الأفعال التي جذرها ينتهي بحرف i أو e) | խօսիլ chōsil شوزيل   | խոսել hosel هوزيل    | يتكلم |
| III (الأفعال التي جذرها ينتهي بحرف a)     | կարդալ gartal غارتآل | կարդալ kardal كاردآل | يقرأ  |

#### جذر الفعل
للأفعال نوعين من الجذور: جذر الزمن الحالي، وجذر الزمن الماضي. في نظام التصريف للصنفين I و II، الجذرين الماضي والحاضر متطابقين، والجذر عبارة عن الفعل بدون حرف العلة النهائي. 
| الجذر     | الجذر         | الأرمينية الغربية       | الأرمينية الشرقية       |
| --------- | ------------- | ----------------------- | ----------------------- |
| الصنف I   | الحاضر-الماضي | սիր- sir- سير           | սիր- sir- سير           |
| الصنف II  | الحاضر-الماضي | խօս- xōs- خوس           | խոս- xos- خوس           |
| الصنف III | الحاضر        | կարդ- gart- غارت        | կարդ- kard- كارد        |
| الصنف III | الماضي        | կարդաց- gartac῾- غارتاك | կարդաց- kardac῾- كارداك |

#### نعت مشتق من الفعل
- زمن المستقبل: كل من الأرمينية الشرقية والغربية تشكل نعت المضارع بإضافة لاحقة -լու (لو)، وللأرمينية الغربية لاحقة إضافية وهي -լիք (ليك).
- زمن الحاضر: الأرمينية الشرقية لها ثلاثة صيغ لنعت الحاضر، في حين الأرمينية الغربية لها صيغة واحدة. تشكل صيغ الأرمينية الشرقية بإضافة اللواحق الآتية لجذر الزمن الحاضر للفعل: -ում (أوم)، -լիս (ليس)، و -ող (أوغ). صيغة اللغة الأرمينية الغربية تشكل بإضافة لاحقة -ող (أوغ)، وهي لاحقة مشتركة بين الأرمينية الغربية والشرقية.
- زمن الماضي: يشكل نعت الزمن الماضي بإضافة لواحق لجذر الزمن الماضي للفعل: لاحقة -ած (وتنطق آي في الأرمينية الغربية، وآك في الأرمينية الشرقية) تضاف لنعت الفعل الماضي المبني للمجهول في كل من الأرمينية الغربية والشرقية، لاحقة -եր (أر) تضاف لنعت الفعل الماضي المبني للمعلوم في اللغة الأرمينية الغربية، ولاحقة -ել (أل) تضاف لنعت الفعل الماضي المبني للمعلوم في اللغة الأرمينية الشرقية.

#### تصريف الأفعال
تصرف الأفعال في اللغة الأرمينية حسب الضمير، العدد، زمن الفعل، حالة الفعل، والجانب النحوي للفعل. ورثت الأرمينية من اللغة الهندية الأوروبية مجموعتين من اللواحق التي تضاف حين تصريف الفعل، واحدة للزمن الحاضر، والأخرى للزمن الماضي.
|                     | الحاضر               | الماضي          |
| ------------------- | -------------------- | --------------- |
| ضمير المتحدث المفرد | -մ -m -م             | -ի -i -إي       |
| ضمير المخاطب المفرد | -ս -s -س             | -իր -ir -إير    |
| ضمير الغائب المفرد  | -Ø / -յ Ø غير موجودة | -ր -r -ر        |
| ضمير المتحدث الجمع  | -նք -nk῾ -نك         | -ինք -ink῾ -إنك |
| ضمير المخاطب الجمع  | -ք -k῾ -ك            | -իք -ik῾ -إك    |
| ضمير الغائب الجمع   | -ն -n -ن             | -ին -in -إن     |

توجد في الأرمينية خمس حالات نحوية للفعل وهي: الحالة الواقعية، الحالة الشرطية، الحالة الاختيارية، الحالة الحتمية، و صيغة الأمر. لكل من الحالات عدد من الأزمنة، وتختلف حسب اللهجة، إلا صيغة الأمر التي لا يوجد فيها سوى زمن واحد. الجانب النحوي للفعل متشابه عموما بين اللهجتين الشرقية والغربية. 
- الحالة الواقعية: توجد فيها أربعة أزمنة الحاضر، المستقبل، الماضي الناقص، والماضي البسيط.
- الحالات الشرطية، الاختيارية، والحتمية: يوجد فيها زمنين: الماضي وغير الماضي.

يصرف الفعل على أنه مبني للمعلوم أو المجهول، ولتصريف فعل مبني للمجهول، يكفي إضافة حرف վ قبل لاحقة الفعل المبني للمعلوم. 

## مواضيع ذات صلة
- مسروب مشطوج